# Sandra Petrović Jakovina
Sandra Petrović Jakovina (Zagreb, 21. ožujka 1985.), hrvatska političarka, pravnica i članica SDP-a. 

## Životopis
Po struci je diplomirana pravnica. Od 2005. je članica SDP-a. Početkom 2012., postala je najmlađom članicom Hrvatskog sabora s liste SDP-a, kao zamjenica zastupnice Nade Čavlović Smiljanec, koja je tada bila preuzela dužnost pomoćnice ministra financija i ravnateljice Porezne uprave. Saborski mandat je Sandri Petrović Jakovina prestao 1. srpnja 2013., kada stupa na dužnost zastupnice u Europskom parlamentu. S obzirom na to da je, zajedno s drugim zastupnicima iz Hrvatske, izabrana na dužnost u Europski parlament u zadnjoj godini mandata 7. saziva, njen mandat u tom tijelu je trajao do 30. lipnja 2014. godine. 
U veljači 2013. godine udala se za Tihomira Jakovinu, ministra poljoprivrede u vladi Zorana Milanovića.
Na izborima za Europski parlament 2014. god. Sandra Petrović Jakovina je opet kandidatkinja na listi SDP-a, na relativno niskom 8. mjestu. Dobila je 1.071 preferencijalnih glasova (od ukupno 275.904 koje je dobila lista SDP-a i koalicijskih partnera); takvi rezultati ipak ostavljaju mogućnost da zamijeni na dužnosti zastupnika u Europskom parlamentu nekog od zastupnika s liste koalicije okupljene oko SDP-a, ako bi koji od zastupnika preuzeo neku izvanparlamentarnu dužnost. 
Članica je izbornog stožera Ive Josipovića na izborima za predsjednika Republike Hrvatske 2014/2015; nakon izbora privlači pažnju javnosti nakon što je - bez dogovora sa samim Ivom Josipovićem - u javnosti argumentirala pravne nedoumice koje, prema njoj, osporavaju legitimnost izbora kandidatkinje iz redova HDZ Kolinde Grabar-Kitarović za Predsjednicu RH.

## Vanjske poveznice
- Profil na službenim stranicama Hrvatskog sabora  Arhivirana inačica izvorne stranice od 19. ožujka 2013. (Wayback Machine)
- Profil na službenim stranicama Europskog parlamenta